# Октябрське (Карасуський район)
Октя́брське (каз. Октябрь) — село у складі Карасуського району Костанайської області Казахстану. Адміністративний центр Октябрського сільського округу.
Населення — 2423 особи (2021; 3034 у 2009, 2860 у 1999, 3758 у 1989).